# Wspólnota administracyjna Hahnbach
Wspólnota administracyjna Hahnbach – wspólnota administracyjna (niem. Verwaltungsgemeinschaft) w Niemczech, w kraju związkowym Bawaria, w rejencji Górny Palatynat, w regionie Oberpfalz-Nord, w powiecie Amberg-Sulzbach. Siedziba wspólnoty znajduje się w miejscowości Hahnbach, a przewodniczącym jej jest Hans Kummert.
Wspólnota administracyjna zrzesza gminę targową (Markt) oraz gminę wiejską (Gemeinde): 
- Gebenbach, 899 mieszkańców, 18,17 km²
- Hahnbach, gmina targowa, 4 976 mieszkańców,  67,36 km²